# Сражения при Рейхенбахе и Маркерсдорфе
 Сражения при Рейхенбахе и Маркерсдорфе  (нем. Schlacht bei Reichenbach und Markersdorf) — бои авангарда войск Наполеона с арьергардом русско-прусской армии между Рейхенбахом и Маркерсдорфом 22 мая 1813 года.

## Предыстория
21 мая по предложению прусского генерала Кнезебека, союзные монархи решили прервать второе генеральное сражение при Бауцене. В 4 часа по полудню армия начала отступление, которое было произведено организованно, уступами, тремя колоннами. Правая колона Барклай де Толли и части Клейста отступили на Гредницкие высоты для сдерживания французов пока средняя колонна войск Блюхера и резерв под дополнительным прикрытием трех батарей у Литтена не миновала Вюршен. Далее Барклай, выполнив задачу прикрытия, отступил к Вайсенбергу. В то же время, под прикрытием батарей у Литтена находились части Ермолова. По приказу Блюхера подразделения Йорка заменили войска Ермолова, заняли Литтен и находились там до полного отступления частей Ермолова и артиллерии. Преследование французов прекратилось у Дреза. Последовательные действия русско-прусских арьергардов составляли основу тактики сдерживания Наполеона.

## Арьергардные бои
22 мая в 2.30 арьергард генерала Ермолова был атакован двумя кавалерийскими бригадами корпуса Латур-Мобура и частями корпуса генерала Ренье. Наполеон прибыл к 5 утра, развернул голландских улан, два полка саксонских кирасир и двинул корпус Ренье. Артиллерия Ермолова встретила неприятеля интенсивным огнем. Однако, под натиском противника арьергард Ермолова отошёл к Вайсенбергу, за реку Лёбау, где вновь задержал авангард Наполеона. Особенно упорной была оборона позиций у Роткретчам . Однако, обойденный многократно превосходящими силами, арьергард Ермолова шаг за шагом отошёл к Шёпсу. Здесь он вновь остановил Наполеона и медленно отошёл к Рейхенбаху.

## Ход сражения при Рейхенбахе
Рейхенбах лежал в долине реки Шёпс. От города шла дорога через плато на Маркерсдорф и далее на Гёрлиц. Здесь, у Рейхенбаха 2-й пехотный корпус принца Евгения заменил войска Ермолова и был оставлен в качестве арьергарда для прикрытия отхода русско-прусской армии . Понимая серьёзность ситуации, принц Евгений срочно отправил к Милорадовичу офицера с просьбой о выделении в помощь артиллерии и кавалерии.
Принц расположил свой корпус в двух линиях за Рейхенбахом. 21 и 31 полки егерей заняли часть города. В 10 часов утра французы подошли к Рейхенбаху и открыли сильный артиллерийский огонь. Однако, обстрел велся через город и не причинил «ни малейшего вреда» арьергарду. Несколько французских кавалерийских полков атаковали егерей, причинив урон. К этому времени принц Евгений сумел укрепить свои фланги: левый — прибывшей артиллерией и полками егерей, правый — тобольским и ряжским полками. Первая линия французской кавалерии Латур-Мобура пошла в атаку. Попав под сильный огонь 18 -ти орудий арьергарда, потянулась вправо во фланг батареи и была атакована русской кавалерией генералов Мелиссино, Корфа и Кнорринга. Давление на батарею было сорвано. Начальник штаба арьергарда полковник Гофман распорядился развернуть вперед правый фланг батареи. Урон от огня в рядах голландских улан был ужасен. Довершила разгром уланов кавалерия генерала Корфа, взяв в плен 175 нижних чинов, 5 офицеров. Наполеон вынужден был ввести в бой гвардейскую кавалерию генерала Вальтера. Прибытие дополнительной кавалерии Милорадовича уравновесила силы сторон. Противник выдвинул дополнительные батареи, которые окрыли ураганный огонь . Саксонская пехота пошла вперед . Войска Лористона угрожали обходом правого фланга. Учитывая соотношение сил, принц Евгений принял решение об отходе арьергарда на дорогу к Гёрлицу.

## Ход сражения при Маркерсдорфе
Заняв Рейхенбах, Наполеон приостановил наступление. Собрал корпуса Нея, Рейнье, Лористона, кавалерию. Всего около 50 тыс.
Войска были на марше с 5 утра и очень устали. Однако, Наполеон после получасовой передышки приказал вновь возобновить преследование. Он желал одержать более ощутимую победу. Тем временем, арьергард принца Евгения (двоюродный брат Александра I) занял высоту у Маркерсдорфа.
Барон фон Оделебен, саксонский офицер в штабе Наполеона, наблюдал:
Распоряжения касательно обороны спорной высоты делают величайшую честь командиру русского арьергарда. Дорога на Райхенбах, спускающаяся с противоположной стороны холма, на выходе из города делает поворот. Русский генерал до самого конца сохранял преимущество, которое давала ему позиция, и его войска не отступили до тех пор, пока не подошли столь крупные силы французов, что сопротивление стало совершенно невозможно. Сразу после этого его видели защищавшим ещё одну высоту между Райхенбахом и Маркерсдорфом, где он вновь остановил движение французов 
Отступление арьергарда «заставило французов продвигаться черепашьими шагами», что «взбесило» Наполеона. Император сам повел атаку, подвергаясь смертельной опасности : ядра и гранаты ложились вокруг него. Арьергард вновь «шаг за шагом» отступал, двигаясь к высотам Гёрлица. Французские войска наступали в трех огромных колоннах в сопровождении многочисленной артиллерии. Миновав селение Маркерсдорф, Наполеон повернул несколько влево на дорогу к Гёрлицу. Войска вброд перешли речку и выстроились к бою. Артиллерия арьергарда вновь открыла огонь. Неожиданно ядро, пролетев в непосредственной близости от Наполеона, угодило в дерево, рикошетом поразило генерала Кирженера и смертельно ранило обер-гофмаршала Дюрока . Данный эпизод глубоко потряс Наполеона: на его глазах поражен ядром его лучший друг. Он произнёс: «До завтра — все».

## Результаты
Таким образом, победа во втором генеральном сражении и 14-ти часовое преследование не доставили Наполеону никакого решительного результата. Ни значительное численное превосходство, ни гениальность и настойчивость великого полководца и самоотверженность в пылу боя не могли заменить недостатка в кавалерии. 